# Alfabeto asturiano
El alfabeto asturleonés es una variante del alfabeto latino utilizado para escribir el idioma asturleonés. Cuenta con 24 letras:
| Letra                                                                 | Nombre       | Valor (AFI)   |
| --------------------------------------------------------------------- | ------------ | ------------- |
| A                                                                     | a            | /a/           |
| B                                                                     | be           | /b/, [β]      |
| C                                                                     | ce           | /θ/, /k/      |
| D                                                                     | de           | /d/, [d̪], [ð] |
| E                                                                     | e            | /e/           |
| F                                                                     | efe          | /f/           |
| G                                                                     | gue          | /ɣ/           |
| H                                                                     | hache        | ∅             |
| I                                                                     | i            | /i/, [j]      |
| L                                                                     | ele          | /l/           |
| M                                                                     | eme          | /m/           |
| N                                                                     | ene          | /n/           |
| Ñ                                                                     | eñe          | /ɲ/           |
| O                                                                     | o            | /o/           |
| P                                                                     | pe           | /p/           |
| Q                                                                     | cu           | /k/           |
| R                                                                     | erre         | /r/, /ɾ/      |
| S                                                                     | ese          | /s̺/           |
| T                                                                     | te           | /t/, [t̪]      |
| U                                                                     | u            | /u/, [w]      |
| V                                                                     | uve          | /b/, [β]      |
| X                                                                     | xe, equis    | /ʃ/           |
| Y                                                                     | ye, y griega | /ʝ/, (/i/)    |
| Z                                                                     | zeta, zeda   | /θ/           |
| * Las letras j, k y w se emplean solamente para términos extranjeros. |              |               |

Además, el alfabeto comprende los dígrafos siguientes:
| Dígrafo | Valor (AFI) |
| ------- | ----------- |
| ch      | /t∫/        |
| ḥ       | /h/, /x/    |
| ll      | /ʎ/         |
| ḷḷ      | /ʈʂ/        |
| rr      | /r/         |
| ts      | /t͡s̺/        |
| yy      | /ɟ͡ʝ/        |

El alfabeto asturleonés usa caracteres especiales como el punto (.) , coma (,), punto y coma (;), dos puntos (:), acento agudo (´), apóstrofo ( ' ) diéresis (¨) y el guion corto (-). Históricamente, algunas letras se han representado de maneras alternativas:
| Versión histórica | Versión actual |
| ----------------- | -------------- |
| j                 | ḥ              |
| ts                | ḷḷ             |
| lh                | ll             |
| nh                | ñ              |
| ẍ                 | x              |